# 比留薩河
比留薩河是俄羅斯的河流，位於伊爾庫茨克州內，屬於安加拉河的支流，發源自薩彥嶺北麓海拔2,500米處，朝北流經中西伯利亞高原，在比留辛斯克與西伯利亞鐵路相交，最終與丘納河匯合成為塔謝耶瓦河，河道全長1,012公里，流域面積55,800平方公里。